# Bertha Valkenburg

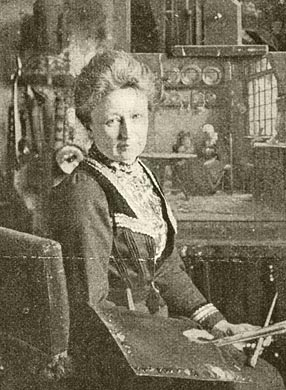
Bertha Valkenburg im Atelier, Oosterpark, Amsterdam

Bertha Valkenburg (* 5. Januar 1862 in Almelo; † 1. März 1929 in Laren) war eine niederländische Malerin und Zeichnerin.

## Leben
Bertha Valkenburg war die Tochter des Genremalers und Kunstpädagogen Hendrik Valkenburg (1826–1896) und von Jansje van Lochem. Sie hatte fünf Geschwister.
Bertha Valkenburg studierte von 1878 bis 1886 an der Rijksakademie van beeldende kunsten in Amsterdam unter der Leitung von August Allebé. Ab 1888 lebte die Familie in der Eerste Parkstraat 432 (heute Oosterpark 79) in einem Wohnhaus, das Hendrik Valkenburg hatte bauen lassen. Im ersten und zweiten Stock befanden sich zur Straßenseite Ateliers, von denen eines von seiner Tochter Bertha genutzt wurde, die dort auch Zeichnen und Malen unterrichtete. Daneben wurde sie Mitglied verschiedener Künstlervereinigungen und beteiligte sich an Ausstellungen.
1910 heiratete sie Hendrik Willem Adriaan Krook van Harpen und zog mit ihrem Mann nach Laren. Sie starb 1929 in Laren und wurde auf dem städtischen Friedhof am Hilversumseweg 51a in Laren beigesetzt.

## Werk
Bertha Valkenburg malte hauptsächlich in Öl, zeichnete aber auch. Zu ihren Motiven gehörten Genre- und Alltagsszenen, Porträts, Stillleben und Interieurs. Sie war ab 1895 Mitglied der Künstlervereinigung Arti et Amicitiae, ab 1907 der Kunstenaarsvereniging Sint Lucas in Amsterdam sowie der „Schilder- en teekengenootschap Kunstliefde“ in Utrecht.
Bertha Valkenburg hatte Ausstellungen in Amsterdam zwischen 1881 und 1895, in Den Haag 1884, Groningen 1886, Rotterdam 1885 und Arnheim 1893 und 1901.
Ausstellungen (Auswahl)
- 1895: Tentoonstelling van kunstwerken van Levende Meesters, Stedelijk Museum Amsterdam
- 1907: 17. Jahresausstellung, Vereeniging Sint Lucas, Stedelijk Museum Amsterdam
- 1907: Stedelijke tentoonstelling van kunstwerken van levende meesters, Stedelijk Museum Amsterdam
- 1909: 19. Jahresausstellung, Vereeniging Sint Lucas, Stedelijk Museum Amsterdam[4]

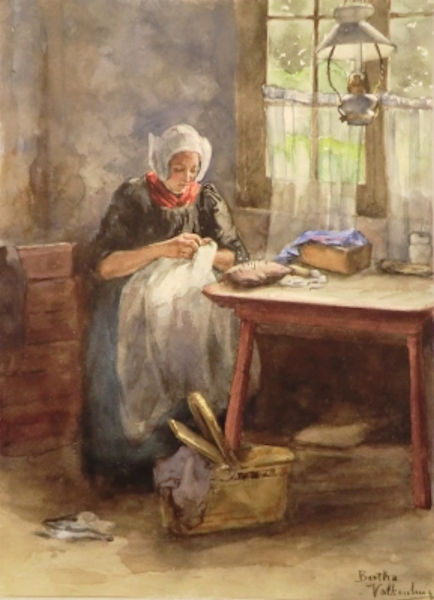
Naaister, 1895
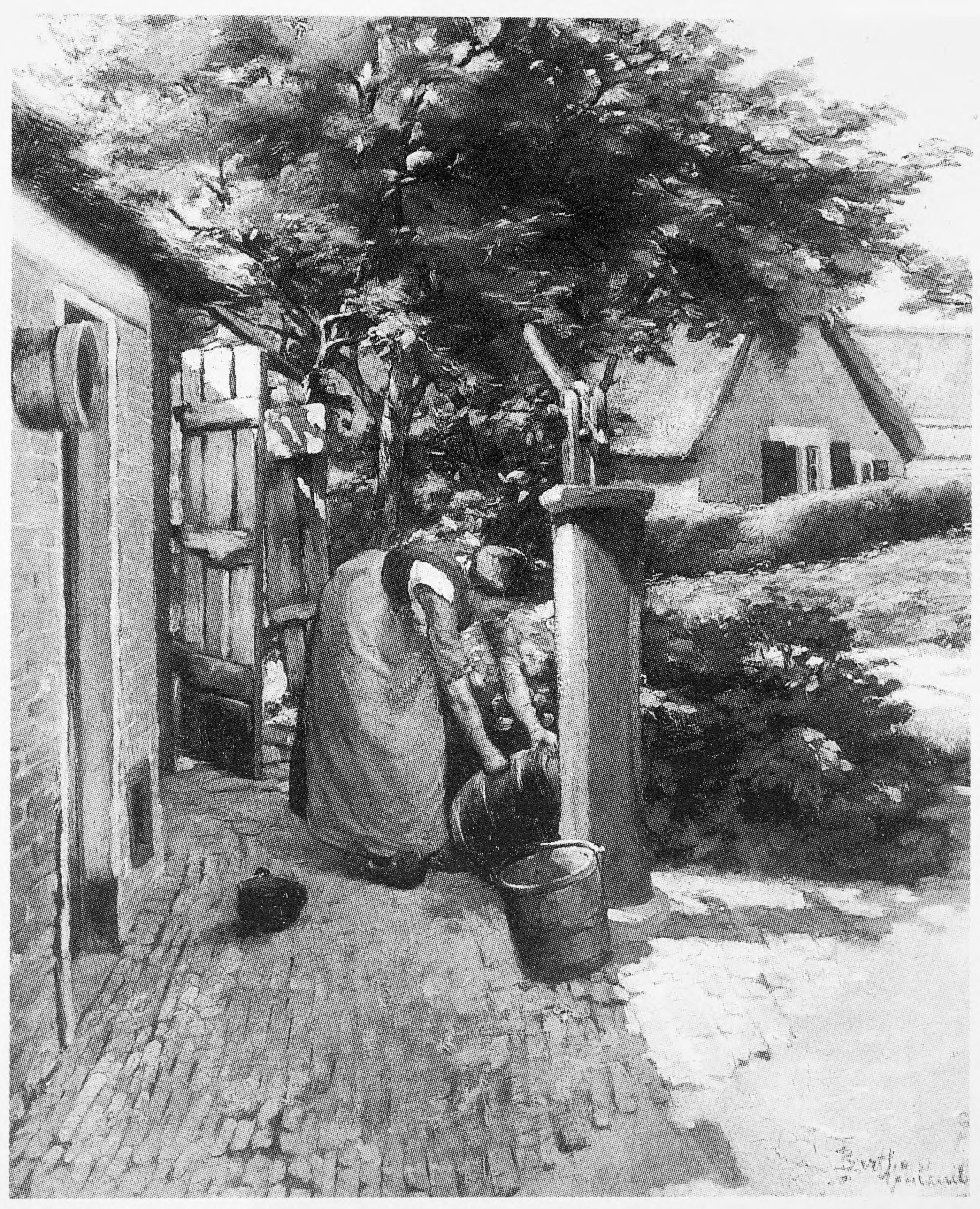
Bij de pomp
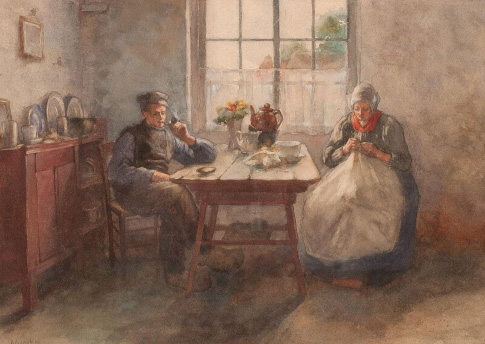
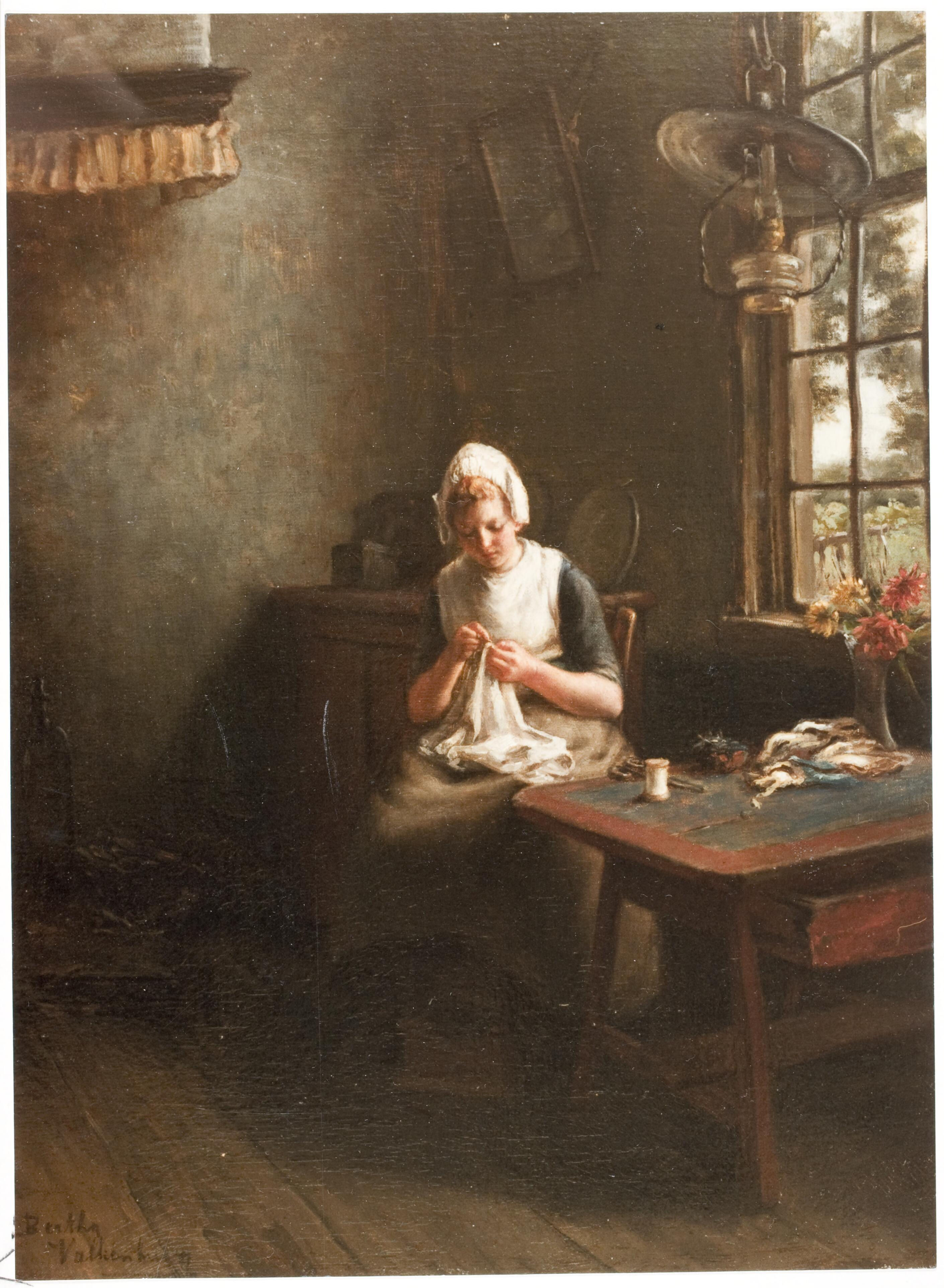
Interieur met jonge vrouw